# Borghetto di Vara
Pour les articles homonymes, voir Borghetto.
Borghetto di Vara est une commune italienne de la province de La Spezia dans la région Ligurie en Italie.

## Administration
| Période                                  | Période | Identité | Étiquette | Qualité |
| ---------------------------------------- | ------- | -------- | --------- | ------- |
|                                          |         |          |           |         |
| Les données manquantes sont à compléter. |         |          |           |         |

### Hameaux
Boccapignone, Cassana, L'Ago, Pogliasca, Ripalta, Termine di Roverano

### Communes limitrophes
Beverino, Brugnato, Carrodano, Levanto, Pignone, Rocchetta di Vara, Sesta Godano